# Polyrhachis delicata
Polyrhachis delicata é uma espécie de formiga do gênero Polyrhachis, pertencente à subfamília Formicinae.